# Papa Anastasie al IV-lea
Papa Anastasie al IV-lea (n.  ?, Roma, Italia – d. 3 decembrie 1154, Roma, Statele Papale); nume laic: Konrad de Suburra sau Corrado della Suburra) a fost din 12 iulie 1153 papă al Romei. Numele succesorului lui Eugen al III-lea înseamnă "cel Înviat" (greacă).
În 1130 Anastasie (pe atunci episcop-cardinal de Santa Sabina) făcuse parte din alegerea dublă din acel an profilându-se ca unul din cei mai înverșunați adversari ai anti-papei Anaclet al II-lea.
În scurtul său pontificat Anaclet a reușit să rezolve conflictul cu Frederic Barbarossa în legătură cu Dieceza de Magdeburg, precum și cearta privind dieceza engleză York.